# سم پولارد
سَـم پولارد (انگلیسی: Sam Pollard) فیلم‌ساز، فیلم‌نامه‌نویس و تدوین‌گر اهل ایالات متحده آمریکا است.
از فیلم‌هایی که وی در آن‌ها نقش داشته‌است، می‌توان به استراحتگاه خصوصی، بهترین بلوز، تب جنگل، نجات از شکار شدن، کلاکرز و گول‌خورده اشاره نمود.